# Georg von Frundsberg
Georg von Frundsberg (Mindelheim, 24 de setembre de 1473 - 20 d'agost de 1528) va ser un noble del sud d'Alemanya i líder Lansquenet al servei de la dinastia dels Habsburg del Sacre Imperi Romanogermànic.
Era fill d'Ulrich von Frundsberg i la seva dona Barbara von Rechberg, i descendent d'una línia de cavallers tirolesos del sud que es van establir a la Suàbia Superior.
Va combatre per l'emperador Maximilià I d'Habsburg contra els suïssos durant la Guerra de Suàbia de 1499. En aquest mateix any va ser enviat amb més tropes imperials en suport de Lluís Sforza, Duc de Milà, contra els francesos. Encara al servei de Maximilià, va prendre part en la guerra de successió al ducat de Baviera-Landshut, on va lluitar contra els Comtes electors Philipp i Ruprecht. Es va distingir durant la batalla de Ratisbona, guanyant-se la investidura com a cavaller de mans del mateix Maximilià. Posteriorment va combatre als Països Baixos.
Convençut que era necessari un cos nadiu d'infanteria preparada i ben entrenada, Frundsberg assessorar Maximilià en la creació dels anomenats Landsknecht (Lansquenets). Un any més tard, va ser nomenat comandant d'aquest cos en els Països Baixos Espanyols. D'ara endavant, Frundsberg va portar una vida de guerra ininterrompuda, en campanya per l'Imperi i la dinastia dels Habsburg. En 1509, Frundsberg va ser nomenat "Màxim Capità de Camp" del Regiment Lansquenet (força d'ocupació) i va participar en la Lliga de Cambrai contra la República de Venècia, guanyant fama per a ell i els seus homes després de defensar la ciutat de Verona davant nombrosos atacs venecians.
Després d'una breu visita a Alemanya, va tornar a Itàlia, on es va cobrir de glòria entre 1513 i 1514, gràcies a les seves empreses contra Venècia i França. En signar la pau, va tornar a Alemanya, on, al comandament de la infanteria de la Lliga de Suàbia, va donar suport al cop per destronar Ulric VI de Württemberg del seu ducat a 1519.
A la Dieta de Worms (1521), va arengar a Martí Luter, i durant la Guerra d'Itàlia de 1521–26, Frundsberg col·laborar en el pas de l'Exèrcit Imperial a la Picardia. Quan el rei Francesc I de França va aparèixer en el camp de batalla amb una força de 40.000 homes aproximadament, la sàvia retirada de l'emperador Carles V va salvar la seva existència. Frundsberg qualificar la retirada de Valenciennes com "la més afortunada i apropiada mesura de tota la guerra". Quan va acabar la campanya francesa de 1522, Frundsberg es va retirar al comandament dels lansquenets. De nou va liderar la marxa l'abril de 6000 homes a través dels Alps, creuant camins coberts de neu fins a la fortalesa de Bicocca, prop de Milà.
Durant la batalla de Bicoca, va dirigir personalment les seves tropes, lluitant a peu contra els capitans suïssos. La victòria imperial va permetre recuperar les terres del vell Gabinet Parlamentari real de Gènova i Milà, posant la major part de Llombardia sota la influència de Carles V. En 1525, després d'un breu alt en Mindelheim com "un màxim de Capità de Camp" de tota la Nació Alemanya (consistent en 12.000 homes i vint-estendards), Frundsberg va tornar al nord d'Itàlia per alleujar Pavia i salvar el Ducat de Milà. Tot i comptar només amb 6.000 homes més, dels quals diversos eren espanyols, batent contra un enemic que li doblava en nombre, Frundsberg va aconseguir la seva victòria més renom a la batalla de Pavia, coronada amb la captura del rei francès.
Només un any més tard, quan es va reprendre la guerra d'Itàlia el 1526, Frundsberg va rebre una petició d'ajuda procedent de l'Exèrcit Imperial a Llombardia. Tot i tractar-se d'una quantitat insuficient, va rebre 36.000 tàlers alemanys per organitzar el nou exèrcit. Durant l'ocupació de Mindelheim, Frundsberg va rebre un préstec, va vendre els suports de la seva taula de plata i les joies de la seva dona per adquirir els fons restants necessaris per reclutar un exèrcit. En menys de tres setmanes, va organitzar a més de 12.000 homes i va creuar els Alps en ple novembre. Es va unir a Carles III de Borbó al costat de Piacenza i va marxar en direcció a Roma. Dirigia un exèrcit d'uns 18.000 homes, que comprenien molts luterans (entre ells ell mateix), gent per qui el Papa era el mateix Anticrist. No obstant això, poc abans d'arribar a la Ciutat Eterna, les tropes es van amotinar per l'endarreriment de les pagues, cosa que va fer que Frundsberg fos incapaç de restaurar l'ordre. Els amotinats es van dirigir llavors a Roma i la van prendre a l'assalt, sotmetent durant setmanes a un terrible Saqueig de Roma). Aquest assumpte va sacsejar el vell comandant fins al punt que va patir un cop dur del qual va ser incapaç de recuperar-se. Frundsberg es va traslladar a Alemanya després d'una llarga estada en hospitals italians.
Turmentat per la situació dels seus "estimats fills" mercenaris, la pèrdua dels seus béns i la mort d'un dels seus fills, Frundsberg va morir al seu castell de Mindelheim. Va ser considerat un soldat capaç i cortès, i un fidel servidor de la dinastia dels Habsburg fins al dia de la seva mort. El seu fill Caspar (1500-1536) i el seu net Georg (! 1586) es van convertir ambdós en distingits soldats. A la mort d'aquest últim, es va extingir la línia familiar.
Durant la Segona Guerra Mundial, la 10a Divisió Panzer SS Frundsberg de les Waffen-SS portava el nom de Frundsberg .